# ريكتسيا يابانية
ريكتسيا يابانية (الاسم العلمي:Rickettsia japonica) هي نوع من البكتيريا تتبع جنس الريكتسيا من الفصيلة الريكتسية.